# بخش پری (شهرستان اشلند، اوهایو)
بخش پری (به انگلیسی: Perry Township) یک منطقهٔ مسکونی در ایالات متحده آمریکا است که در شهرستان اشلند، اوهایو واقع شده‌است.
 بخش پری ۷۸٫۸ کیلومتر مربع مساحت و ۱٬۹۹۰ نفر جمعیت دارد و ۳۵۸ متر بالاتر از سطح دریا واقع شده‌است.